# Condado de Cass (Nebraska)
O Condado de Cass é um dos 93 condados do estado norte-americano de Nebraska. A sede do condado é Plattsmouth, que é também a sua maior cidade. O condado tem uma área de 1466 km² (dos quais 18 km² estão cobertos por água), uma população de 24 334 habitantes, e uma densidade populacional de 17 hab/km² (segundo o censo nacional de 2000). O condado foi fundado em 1854.

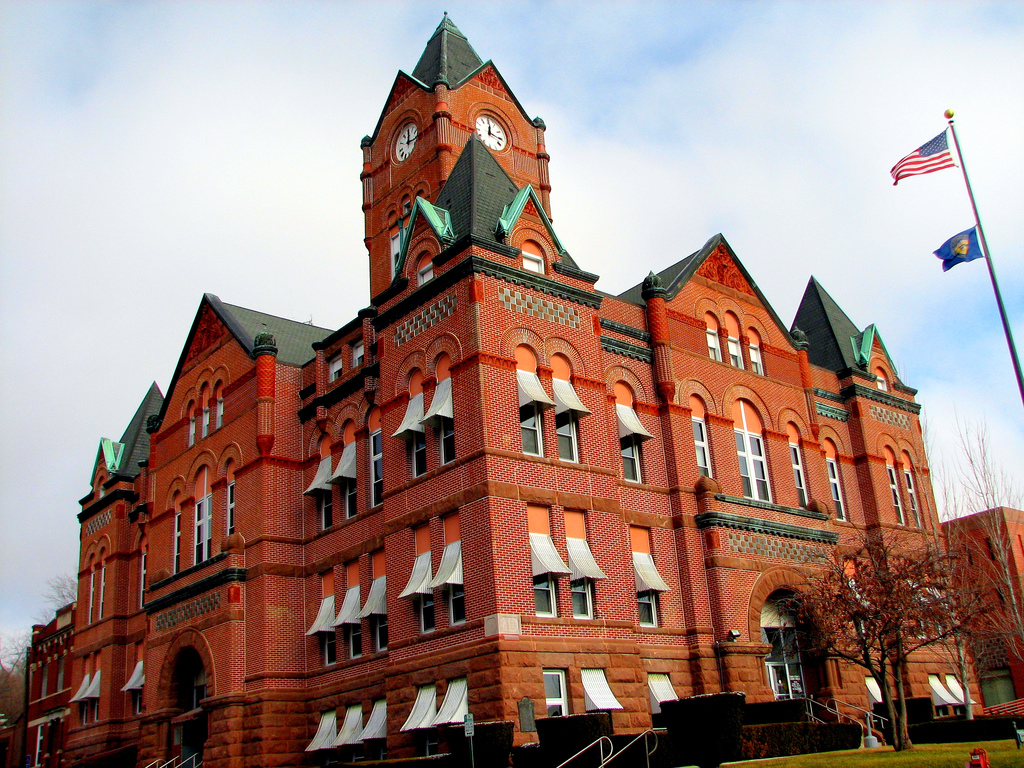
Tribunal do condado de Cass em Plattsmouth, Nebraska